# Fort Totten
Pour l’ancienne installation militaire à New York, voir Fort Totten (Queens).
Fort Totten est une census-designated place située dans le comté de Benson, dans l’État du Dakota du Nord, aux États-Unis. Sa population s’élevait à 1 243 habitants lors du recensement de 2010. Bien que n’étant pas incorporée, Fort Totten est la localité la plus peuplée du comté : Minnewaukan, le siège du comté, ne compte que 224 habitants.
Fort Totten abrite le siège de la réserve indienne de Spirit Lake, qui s’étend aussi au Montana.

## Démographie
| Groupe            | Fort Totten | Dakota du Nord | États-Unis |
| ----------------- | ----------- | -------------- | ---------- |
| Amérindiens       | 98,1        | 5,4            | 0,9        |
| Blancs            | 1,0         | 90,0           | 72,4       |
| Métis             | 0,8         | 1,8            | 2,9        |
| Autres            | 0,2         | 2,8            | 23,8       |
| Total             | 100         | 100            | 100        |
|                   |             |                |            |
| Latino-Américains | 1,0         | 2,0            | 16,7       |

Selon l'American Community Survey, pour la période 2011-2015, 98,85 % de la population âgée de plus de 5 ans déclare parler l'anglais à la maison, 10,92 % déclare parler le dakota et 1,06 % l'espagnol.
| 1990 | 2000 | 2010  | - | - | - |
| ---- | ---- | ----- | - | - | - |
| 867  | 952  | 1 243 | - | - | - |

## Source
- (en) Cet article est partiellement ou en totalité issu de l’article de Wikipédia en anglais intitulé « Fort Totten, North Dakota » (voir la liste des auteurs).